# Umberto Laffi
Umberto Laffi (Belluno, 25 agosto 1939) è uno storico ed epigrafista italiano.
Professore emerito dell'Università di Pisa dove ha insegnato tra l'altro Storia Greca, Storia Romana ed Epigrafia latina, è socio nazionale dell'Accademia Nazionale dei Lincei.

## Biografia
È nato a Belluno, dove il padre, ufficiale di carriera del corpo veterinario, prestava servizio presso una divisione di truppe alpine. 
Ha studiato a Bologna e a Palermo, dove ha conseguito la maturità classica nel 1958 presso il Liceo Meli. Trasferitosi a Pisa come allievo della Scuola Normale Superiore, si è laureato in Lettere Classiche presso l'Università di Pisa nel 1962. Ha proseguito gli studi avendo come maestro lo storico del mondo antico Emilio Gabba, di cui è stato allievo, assistente e poi collega e con il quale ha sempre mantenuto un rapporto di stretta amicizia.
Conseguita la libera docenza nel 1969, è stato chiamato nel 1971 a ricoprire la cattedra di Storia Romana nella stessa Università di Pisa. Vi ha insegnato dapprima come ordinario di Storia Romana, poi dal 1974 al 1996 come ordinario di Storia Greca, poi di nuovo come ordinario di Storia Romana sino al 2010. Ha insegnato anche per incarico Epigrafia Latina, Epigrafia e Antichità Romane, Antichità Greche e Romane, Epigrafia Giuridica. È stato direttore dell'Istituto di Storia antica per un decennio (1972-1982), poi per vari mandati direttore del Dipartimento di Scienze Storiche del Mondo Antico (1982-1983, 1987-1990, 1994-1999). È stato coordinatore del dottorato di ricerca a sedi consorziate (Pisa, Pavia, Perugia) in Storia (Storia Antica) dal 1994 al 2000 e presidente del corso di dottorato di ricerca in Storia presso l'Università di Pisa dal 2001 al 2005. È stato coordinatore nazionale di vari progetti PRIN. È insignito dell'Ordine del Cherubino dell'Ateneo Pisano, onorificenza conferitagli nel 1983 ( vedi nota 2).
Ha maturato varie esperienze di studio e di insegnamento all'estero: Member dell'Institute for Advanced Study di Princeton, N.J. (USA) durante gli anni accademici 1975-1976 e 1983-1984; Visiting Scholar presso la Northwestern University, Evanston, IL (USA) nel 2001; John Evans Distinguished Visiting Professor of Latin presso la stessa Università nel 2003; Profesor Visitante presso la Pontificia Universidad Católica de Valparaiso, Cile nel 2010. Ha tenuto lezioni e seminari in varie università europee, nordamericane, sud-americane e in Giappone. Oltre che dell'Accademia Nazionale dei Lincei è socio delle seguenti Accademie: membro corrispondente del Deutsches Archäologisches Institut; socio corrispondente dell'Istituto Lombardo; socio corrispondente dell'Istituto Veneto; socio corrispondente della Deputazione di Storia Patria per le Venezie (vedi nota 3). Rotariano dal 1975, è stato Presidente del R.C. Pisa (1980-1981), Governatore del distretto 207 (1984-1985), R.I. Board Director (1989-1991), e ha inoltre fatto parte di numerose commissioni internazionali del Rotaary e della Rotary Foundation come membro e come chairman (1986-2010). È autore di vari scritti sulla storia del Rotary. È membro del Club Internazionale dei Grandi Viaggiatori e ha viaggiato in più di 60 paesi.
Le coordinate scientifiche che orientano la ricerca di Umberto Laffi sono rappresentate dai binomi filologia-storia, storia-diritto. Centrale è nell'ambito dei suoi interessi lo studio dei problemi dell'organizzazione politico-amministrativa dello stato romano (Italia romana, Gallia Cisalpina, province alpine; ha dedicato studi approfonditi a leggi pubbliche romane, leggi sacre romane, statuti municipali). Sin dagli inizi della sua carriera accademica un altro dei filoni fondamentali dei suoi interessi scientifici è stato lo studio di documenti epigrafici, in greco e in latino, provenienti dall'Asia Minore, che vengono da lui esaminati sotto l'aspetto della storia politica, giuridica, amministrativa, culturale. La convinta consapevolezza della stretta e indissolubile connessione tra storia romana e diritto romano emerge in varie ricerche dedicate a problemi giuridici: condizione giuridica delle terre, diritto e processo penale, lessico greco del processo civile e criminale romano, trattati interstatali. Si è occupato anche di storia politica, studiando argomenti riguardanti la lotta politica e la storiografia a Roma nel I secolo a.C.  Nell'ambito dei suoi interessi ha un posto anche la storia della Grecia classica e dell'età ellenistica.

## Opere principali
- Adtributio e contributio. Problemi del sistema politico-amministrativo dello stato romano, Pisa, Nistri.Lischi, 1966.
- M. Pasquinucci (a cura di), Storia di Ascoli Piceno nell'età antica (= Asculum I), Pisa, Nistri.Lischi, 1975.
- Ricerche antiquarie e falsificazioni ad Ascoli Piceno nel secondo Ottocento (= Asculum II.2), Pisa, Nistri-Lischi, 1982.
- E. Gabba (a cura di), Sociedad y política en la Roma republicana (siglos III-I a.C.), Pisa, Pacini Editore, 2000.
- Studi di storia romana e di diritto, Roma, Edizioni di Storia e Letteratura, 2001.
- con la Waseda University di Tokyo, Kodai Roma to Italia/Roma antica e l'Italia (raccolta di saggi tradotti in giapponese, Pisa, ETA, 2003.
- Colonie e municipi nello stato romano, Roma, Edizioni di Storia e Letteratura, 2007.
- Emilio Gabba, Conversazione sulla storia, a cura di U. Laffi, Pisa-Cagliari, Della Porta editori, 2009.
- Il trattato fra Sardi ed Efeso degli anni 90 a.C., Pisa-Roma, Fabrizio Serra Editore, 2010.
- In greco per i Greci. Ricerche sul lessico greco del processo civile e criminale romano nelle attestazioni di fonti documentarie romane, Roma, IUSS Press, 2013.